# Aglia quadrangularis
Aglia quadrangularis är en fjärilsart som beskrevs av Schultz. 1902/03. Aglia quadrangularis ingår i släktet Aglia och familjen påfågelsspinnare. Inga underarter finns listade i Catalogue of Life.